# William Ellis

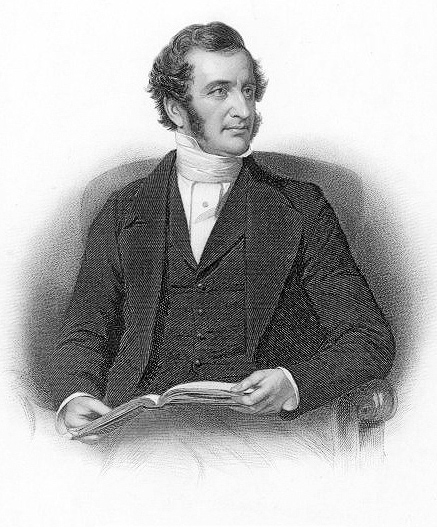
William Ellis.

William Ellis, född 29 augusti 1794 i London, död 9 juni 1872 i Hoddesdon, Hertfordshire, var en brittisk missionär.
Ellis utgick i Londonmissionssällskapets tjänst till Sällskapsöarna och Sandwichöarna. Ellis blev sedan sällskapets sekreterare och företog som sådan resor till Madagaskar för att försöka återupprätta den där av förföljelser hårt medtagna missionen. Hans skildring av martyrkyrkan på Madagaskar väckte på sin tid ett utomordentligt uppseende, men har i senare tid betraktats som missionsromantik med en kraftigt vinklad beskrivning av händelseförloppet.